# Neukamerun
Neukamerun (en español: Nuevo Camerún, algunas veces llamado Deutsch-Kongo, Congo alemán) fue el nombre de un territorio de África Central cedido por Francia a Alemania en 1911. Tras asumir el cargo en 1907, Theodor Seitz, gobernador del Kamerun alemán, abogó por la adquisición de territorios del Congo francés. El único gran río con salida al mar de las posesiones en África Central de Alemania era el río Congo, y más territorios al este de Kamerun permitirían un mejor acceso a esa vía acuática.

Desarrollo territorial de Camerún entre 1901-1972:
Kamerun alemán
Camerún británico (Septentrional y Meridional)
Camerún francés
República de Camerún

Francia y Alemania rivalizaban por Marruecos, y en 1911, la crisis de Agadir irrumpió sobre la cuestión de la posesión de ese reino. Ambos países acordaron negociar el 9 de junio de 1911, y el 4 de noviembre firmaron el tratado de Fez. Francia acordó ceder parte del Congo francés a Alemania a cambio del reconocimiento alemán sobre los derechos de Francia sobre Marruecos y una franja de territorio en el noreste de Kamerun entre los ríos Logon y Chari. La colonia de Kamerun aumentó de 495.000 km² hasta 790.000 km². Otto Gleim era el gobernador de Kamerun en ese tiempo.
El intercambio provocó un debate en Alemania; los oponentes argumentaban que los nuevos territorios presentaban pocas oportunidades para la explotación comercial u otros beneficios. El secretario alemán para las colonias finalmente dimitió por el asunto.
Durante la Primera Guerra Mundial, Francia estaba deseosa de recuperar esos territorios. En 1916, Francia arrebató los territorios después de la caída de las fuerzas alemanas en África Occidental. Francia tomó el control de Camerún como mandato de la Sociedad de Naciones (aunque no estaba integrado al África Ecuatorial Francesa). El territorio en la actualidad forma parte del Chad, la República Centroafricana, la República del Congo, y Gabón.